# Гострячка бантрійська
Гострячка бантрійська (Lophozia bantriensis) — вид печіночників порядку юнгерманіальних (Jungermanniales).
Вид вважається синонімом до Mesoptychia bantriensis (Hook.) L.Söderstr. & Váňa

## Поширення
Батьківщиною є Європа, Азія, Північна Америка.